# Arthur Sakheim
Arthur Sakheim (geboren 27. Oktober 1889 in Libau; gestorben 23. August 1931 in Berlin) war ein deutscher Schriftsteller, Journalist und Dramaturg.

## Leben
Nach seinem Schulbesuch in seiner Heimatstadt Libau begann Sakheim an der Humboldt-Universität zu Berlin Geschichte, Philosophie und Sprachwissenschaften zu studieren. Später wechselte mit den gleichen Fächern an die Sorbonne und konnte bereits 1908 sein Studium erfolgreich mit einer Dissertation über E. T. A. Hoffmann an der Universität Zürich abschließen.
Anschließend lebte Sakheim einige Jahre in Hamburg und arbeitete dort als Journalist bei der Zeitschrift Der Freihafen. In dieser Zeit begann er auch fürs Theater zu schreiben; daneben fungierte er auch als Dramaturg für die Hamburger Kammerspiele. Über seine Arbeit machte Sakheim u. a. die Bekanntschaft der Journalisten Emil Faktor und Egon Erwin Kisch.
Nach dem Ersten Weltkrieg fand Sakheim als Redakteur bei der Zeitschrift Blätter der Städtischen Bühnen in Frankfurt am Main eine Anstellung. Von dort kam er 1926 als Spielleiter an das Schauspielhaus (Frankfurt) unter Vertrag.
Im Sommer 1931 wurde er vom Intendanten des Schauspielhauses, selbst jüdischer Herkunft, wegen seines „undeutschen“ Spielplans fristlos entlassen. Er erkrankte im Sommerurlaub in Hiddensee an einer Blinddarmentzündung. Bald nach der Operation bekam er eine Lungenentzündung; er starb am 23. August 1931 in der Charité in Berlin.

## Posthumes
Seine Witwe Anuta (geb. Plotkin; 1896 in Lodz) fand eine Anstellung beim Ullstein-Verlag; dort war sie tätig, bis das NS-Regime nach der Machtübernahme die Kündigung der jüdischen Angestellten bewirkte. Anuta und Sohn George (geboren am 12. Juni 1923 in Hamburg; gestorben am 5. Dezember 2019 in Lansdale, Pennsylvania) emigrierten nach Palästina; Anuta arbeitete dort als Taxifahrerin und Fremdenführerin. Sie erkrankte und nahm im April 1938 das Angebot ihrer Schwägerin, Arthurs Schwester, an, George aufzunehmen. Im September 1939 beging sie Suizid. George kam 1944 als Soldat mit der 104th Infantry Division zurück nach Deutschland. Seine Einheit kämpfte bei Aachen und Köln und befreite das KZ Nordhausen. Er arbeitete später bei den Nürnberger Prozessen als Dolmetscher.
2007 gab es in der Staats- und Universitätsbibliothek Hamburg eine Ausstellung mit dem Titel Profundes Wissen und brennende Liebe. Der Theaterkritiker, Schriftsteller und Dramaturg Arthur Sakheim.

## Werke
- 1908: E. T. A. Hoffmann. Studien zu seiner Persönlichkeit und seinen Werken. H. Haessel, Leipzig 1908.
- 1911: Masken. Hamburgische Schauspieler-Bildnisse. Janssen, Hamburg 1911.
- 1912: Marion in Rot. Ein kleiner Roman. G. Müller, München 1912.
- 1913: Die fünf Komödien des Marquardt van Vryndt. Reissner, Dresden 1913.
- 1919: Expressionismus, Futurismus, Aktivismus. 3 Vorträge. Bimini-Verlag, Hamburg 1919
- 1920: Pilger und Spieler. Eine Komödie in 10 Bildern (4 Akten). Bimini-Verlag, Hamburg 1920. Erstausgabe: Erich Reiss, Berlin 1915
- 1921: Kunst und soziale Revolution. Konrad-Hanf-Verlag, Hamburg 1921.
- 1921: Pourceaugnac auf Freiersfüßen. Lustspiel in 3 Akten. Konrad-Hanf-Verlag, Hamburg 1921 (frei nach Molière)
- 1924: Das jüdische Element in der Weltliteratur. 7 Vorträge. Verlag Hafez, Buchhandlung Goldschmidt, Hamburg 1924.
- 1929: Der Zaddik. Ein Drama in 3 Akten. Verlag J. Kauffmann, Frankfurt am Main 1929.